# John Wodehouse, 1. Earl of Kimberley

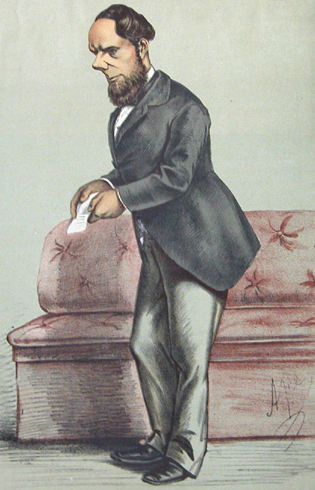
John Wodehouse, 1. Earl of Kimberley, im House of Lords, 1869

John Wodehouse, 1. Earl of Kimberley (* 7. Januar 1826 in Wymondham, Norfolk; † 8. April 1902 in London) war ein britischer Aristokrat und liberaler Politiker.

## Leben
Wodehouse besuchte zunächst das Eton College und studierte am Christ Church College an der University of Oxford. 1846 folgte er seinem Großvater als Baron Wodehouse.
1852 trat Wodehouse in die Regierung Aberdeen als Staatssekretär (Parliamentary Under-Secretary of State) im Foreign Office ein, er behielt dies Amt auch unter Palmerston bis 1856, als er als britischer Botschafter nach Sankt Petersburg ging.
1858 zurückberufen, erhielt er in Palmerstons zweitem Kabinett seinen alten Posten wieder und behielt ihn bis 1861. 1863 war er als Sondergesandter in der Schleswig-Holstein-Frage tätig, ohne eine Lösung erreichen zu können.
In Lord Russells zweitem Ministerium war er vom Oktober 1864 bis Juli 1866 Lord Lieutenant of Ireland, nachdem er zuvor kurze Zeit Unterstaatssekretär im India Office gewesen war. Nach seinem Rücktritt von diesem Amt wurde er zum Earl of Kimberley erhoben.
In Gladstones Regierung vom Dezember 1868 bis Juli 1870 wurde Wodehouse Lordsiegelbewahrer, danach bis zum Februar 1874 Kolonialminister (Secretary of State for the Colonies), welches Amt er im April 1880 in Gladstones zweitem Kabinett erneut übernahm, aber 1882 nach einem kurzen Intermezzo als Chancellor of the Duchy of Lancaster mit dem Ministerium für Indien (Secretary of State for India) tauschte. Dieses Ministeramt hielt Wodehouse während aller weiteren Regierungszeiten von Gladstone (1882–1885, 1886, 1892–1894). Während der letzten Periode war er gleichzeitig Lord President of the Council und Leader of the House of Lords.
Schließlich wurde er in Lord Roseberys Regierung 1894/95 Außenminister. Wodehouse galt stets als treuer Parteigänger von Gladstone, ohne allerdings persönlich besondere Akzente zu setzen.
Er starb 1902 in London. Seine Titel gingen auf seinen ältesten Sohn über.